# SH–60 Seahawk
Az SH–60 Seahawk kéthajtóműves, tengelyteljesítményt szolgáltató gázturbinával (turboshaft) felszerelt helikoptertípus, melyet a Sikorsky Aircraft fejlesztett ki az Amerikai Haditengerészetnek (USN) az 1970-es évek végén, az Amerikai Hadsereg (US Army) UH–60 Black Hawkja alapján. A típus tagja az S–70-es Sikorsky-helikoptercsaládnak. A család legnagyobb mértékben módosított törzzsel épített változata, melyet behajtható farokkal is felszereltek a kedvezőbb hajófedélzeti tárolás céljából, továbbá a futómű elrendezése is jelentősen módosult.
A USN a H–60 törzsét használták fel a fejlesztés során, amely napjainkra egy komplett hajófedélzeti változatcsaláddá fejlődött ki. SH–60B, SH–60F, HH–60H, MH–60S és MH–60R típusjelzésekkel lettek hadrendbe állítva. Képesek minden leszállófedélzettel rendelkező fregattra, rombolóra, cirkálóra, gyors harctámogató hajóra, kétjáratú támadóhajóra és repülőgéphordozóra leszállni. Alkalmasak tengeralattjáró elleni hadviselésre (ASW), felszíni célok elleni hadviselésre (ASUW), tengerészeti különleges műveletekre (NSW), harci és egyéb kutató-mentő bevetésekre (CSAR/SAR), függőleges ellátási műveletek (VERTREP) és sebesültkihordás, orvosi ellátás (MEDEVAC). Minden tengerész gép hordoz egy mentőfelvonót sürgősségi SAR/CSAR bevetések esetére.
Későbbi típusváltozatai a HH–60J Jayhawk, melyet az amerikai és ausztrál parti őrségek alkalmaznak, valamit a japán tengerészeti igényekre a Mitsubishi által gyártott SH–60J/K/UH–60JA változatok.

## Fejlesztési története és kialakítása
Az 1970-es években a USN megkezdte keresni a Kaman-gyártású SH–2 Seasprite leváltására alkalmas típust. A Seasprite fel volt szerelve az akkori tengerészeti hadviselés egyik alapeszközével, a LAMPS I-gyel (Light Airborne Multi-Purpose System) és rendelkezett egy másodlagos kutató-mentő képességgel is. A fejlesztéseknek köszönhetően rendszerbe állították a LAMPS II-t, azonban a Seasprite nem volt elég nagy, hogy hordozza ezt a rendszert. A Hadsereg az 1970-es évek közepére kiértékelte a UTTAS (Utility Tactical Transport Aircraft System) pályázatát, melyen a Sikorsky-féle YUH–60-at és a Boeing-Vertol YUH–61-et elemezték.
A Tengerészet saját igényeit költségcsökkentés miatt a Hadsereg UTTAS eredményéhez igazította. Mindkét pályázó kialakított egy tengerészeti változatot is, melyeket 1977 áprilisában mutattak be az illetékeseknek. A USN meghívta még a Bell-t, a Kamant, a Westlandet és az MBB-t is, de ezen típusok kicsinek mutatkoztak a USN igényeihez. 1978 elején végül a Sikorsky S–70-ese mellett döntöttek, típusjelzését SH–60B Seahawk-ra módosították.

### SH–60B
Az SH–60B közel 83%-ban megegyezik az UH–60A-val. A legfontosabb változtatások a korrózióvédelemre, az erősebb T700-as gázturbinára, az egyrészes olajcsillapítású főfutószárakra korlátozódtak, valamint elhagyták a baloldali deszantajtót és módosították a vázszerkezetet, kialakítottak két fegyverzet-felfüggesztő pilont és előbbre helyezték a farokfutót 3,96 méterrel (13 lábbal) csökkentve a tengelytávot a hajófedélzeti üzemhez (ezt később az MH–60S-nél már nem alkalmazták). További módosítások a nagyobb üzemanyag kapacitást, elektromos főrotorlapát-hátrahajtó rendszert érintették, illetve felhajtható vízszintes vezérsíkot alakítottak ki. Beépítettek egy 25 tubusos pneumatikus szonárbója-indítót is a bal oldalra. 
Elsőnek 5 darab YSH–60B-ot rendeltek LAPMS III-mal felszerelve. Az első felszállást 1979. december 12-én hajtották végre egyikükkel. Azonban az első sorozatgyártott példány csak 1983. február 11-én szállt fel először, szolgálatba 1984-ben, majd első hajófedélzeti műveleti kitelepülésüket 1985-ben hajtották végre.
Legyártott darabszám: 129 darab

### SH–60F
Az SH–60B szolgálatba állítása után az Amerikai Haditengerészet megkezdte a továbbfejlesztését, hogy leváltsák az SH–3 Sea Kinget. Az SH–60F fejlesztését 1985 márciusában kezdte meg a Sikorsky, miután aláírták a megrendelési szerződéseket a Haditengerészettel. Egy korai SH–60B-t alakítottak át az SH–60F prototípusára. Gyártási szerződését 1986 januárjában írta alá a vállalat, 7 példányra, melyből az első 1987. március 19-én szállt fel először.
Ez az altípus az amerikai repülőgéphordozók első számú tengeralattjáró-elhárító hadviselésre (ASW) kifejlesztett típusa, illetve kutató-mentő (SAR) feladatokat is ellát. Tengeralattjárókra az AN/AQS–13F süllyedőszonárral és 14 szonárbójával vadászik. Felszíni célok ellen bevethet Mk 46, Mk 50 és 54 típusú torpedókat, valamint könnyebb, nem páncélozott célokat a deszanttérben elhelyezhető géppuskákkal – mint pl. M60D, M240D és GAU–16 – támadhat, vagy védekezhet.
Személyzete egy főpilótából, egy másodpilótából, egy harcászatiszenzor-kezelőből (TSO, tactical sensor operator) és egy akusztikusszenzor-kezelőből (ASO, acoustic sensor operator) áll.
Az SH–60F nemhivatalos neve Oceanhawk.
Legyártott darabszám: 60 darab

### HH–60H
A HH–60H fejlesztését 1986 szeptemberében kezdték el az első 5 helikopter megrendelési szerződése után. Első repülése 1988. augusztus 17-én zajlott le, fejlesztése az Amerikai Parti Őrség HH–60J-jével párhuzamosan folyt. Leszállításuk az alakulatokhoz 1989-ben kezdődött meg. A hadrafoghatóságot 1990 áprilisában érték el.
Ez az altípus az SH–60F-fen alapuló elsődleges harci kutató-mentő (CSAR), tengerészeti különleges műveleti (NSW) és felszíni célok elleni hadviselésre (ASUW) felkészített változata a Tengerészetnek. Az általa hordozott védelmi és támadó szenzorok az egyik legtúlélőképesebb helikopterévé teszik a világon. A szenzorrendszerekben helyet kapott egy FLIR torony lézeres célmegjelölővel, az ASE (Aircraft Survival Equipment) csomag tartalmazza az ALQ–144 infrazavaró rendszert, AVR–2 lézerdetektort, az APR–39(V)2 radardetektort, az AAR–47 rakétaindítás-detektort és az ALE–47 kombinált rakétazavaró rendszert. Utólagos sárkányszerkezet-fejlesztést követően deflektorokat szereltek fel a gázturbinák kiömlőnyílásaira, mellyel csökkenthető lett azok infravörös tartományú kisugárzása, csökkentve ezzel az ilyen légiharc-rakéták hatékonyságát. Képes hordozni 4 darab AGM–114 Hellfire rakétát szárnypilonjai alatt, illetve M299 indítót és deszanttérbe vagy szárnyra szerelt csöves tűzfegyverek széles választékát, beleértve az M60D, M240, GAU–16 és GAU–17/A géppuskákat.
Személyzete egy főpilótából, egy másodpilótából, egy fedélzeti technikusból és két deszanttéri fegyverkezelőből áll.
A hadrendbe állított HH–60H-kat a Helicopter Antisubmarine (HS) századok üzemeltetik, 4 darab SH–60F-fel és 3 darab HH–60H-val. Az iraki háború idején a HH–60H-kat a Hadsereg gépeivel párhuzamosan MEDEVAC bevetésekre is alkalmazták. Ekkor rendszerint a két pilótán és a fedélzeti technikuson kívül egy "enlisted" mentőúszó és egy tengerészgyalogos tartózkodott a fedélzeten.
A HH–60H hivatalos Védelmi Minisztériumi (DoD) és Sikorsky neve Seahawk, noha az üzemeltetők nemhivatalosan Rescue Hawknak nevezik.
Legyártott darabszám: n.a.

### MH–60S
A Tengerészet 1997-ben döntött a korosodó, de hatékony CH–46 Sea Knight helikopterek kivonásáról. Miután leteszteltek egy átalakított UH–60-ast, 1998-ban megrendelték a típust UH–60S néven. Első repülését 2000. január 27-én hajtották végre, majd a tesztsorozat több mint egy évig tartott. 2001 februárjában átnevezték MH–60S-re, mellyel az altípus többcélúsága (multi-mission) lett jelezve.
Ez a változat az UH–60L felhasználásával készült, melybe több tengerészeti berendezést építettek az SH–60-ból. A többi tengerészeti H–60-hoz képest az MH–60S eltér, nem helyezték előbbre a farokfutót és nem kapott kisebb hátratolható deszanttér ajtókat. Egy hibrid változat, mely az S–70A/UH–60 sárkányszerkezetére épül, de a hajtóművek, az erőátviteli rendszerek és a rotorok az S–70B/SH–60 változatból származnak. Továbbá a farokszekció a többi Seahawk-hoz hasonlóan előrehajtható.
Kétjáratú támadóhajókra és gyors harci ellátóhajókra telepítve teljesítenek szolgálatot. Kettős feladatuk van: csapatszállítás és függőleges ellátás (VERTREP, vertical replenishment), de képes ellátni kutató-mentő (SAR) feladatokat is. Ennek a változatnak nincsenek offenzív szenzorai, de felszerelték az ALQ–144 infrazavaró rendszerrel. A közeljövőben felszerelik őket az AQS–20A aknakereső rendszerrel (MDS, Mine Detection System) és a légi szállítású lézeres aknakereső rendszerrel (ALMDS, Airborne Laser Mine Detection System), hogy azonosítani tudják az alámerült tárgyakat a partmenti vizekben.
Ez az első USN helikopter, melyet többfunkciós kijelzőkkel (ún. glass cockpit) szereltek fel, melyekből a repülési adatok azonnal továbbíthatóak a pilóták által használt négy digitális kijelzőre, hatékonyabban, mint az elektromechanikus műszerek. Az elsődleges védelmi rendszere fedélzeti géppuskákból áll: M60D, M240 vagy GAU–17/A. A Hadsereg UH–60L-jein is alkalmazott „denevérszárny” (Armed Helo Kit) felszerelhető, melyre felfüggeszthető a Hellfire, Hydra 70 és más függesztett gépágyúk.
Személyzete egy főpilótából és másodpilótából áll, továbbá a két másik kiléte az aktuális bevetési profiltól függ.
Az MH–60S-nek is van nemhivatalos neve, a Knighthawk, a Sea Knight nyomán, noha ezt formálisan kifogásolták a Seahawk-ot favorizálva.
A Sea Knight-ok kivonásával az őket alkalmazó Helicopter Combat Support Squadron (HC) századokat feloszlatták, majd az MH–60S századok újraszervezésével Helicopter Sea Combat (HSC)-ként működnek.
Legyártott darabszám: 154 drab

### MH–60R
Az MH–60R fejlesztése 1993-ban kezdődött a LAMPS III Block II Upgrade programmal. Két SH–60B-t alakítottak át a Sikorskynál a projekthez. Az első gép 1999. december 22-én szállt fel először, YSH–60R néven, majd 2001-ben érkezett tesztelésre a NAS Patuxent River támaszpontra. A sorozatgyártott példányokat többcélúságuk miatt MH–60R néven rendszeresítették.
Maga a változat az SH–60B és SH–60F képességeinek ötvözete. Szenzorai között helyett kapott az ASE-csomag, az MTS–FLIR, egy fejlesztett repülőgépfedélzeti adatátviteli csatorna és egy továbbfejlesztett aktív szonár. Nem alkalmazza a MAD bóját (azt az MH–53E Sea Dragon hordozza). A pilótafülke műszerezettsége az MH–60S-én alapul, alkalmazva több digitális monitort az SH–60B és SH–60F összetett tárcsasorai és elektromechanikus műszerei helyett. Támadóképessége fejlesztve lett új Mk 54-es légi indítású torpedóval és a Hellfire rakétákkal.
Mindegyik Helicopter Anti-Submarine (HS) és Helicopter Anti-Submarine Light (HSL) századok felszerelve lesznek ezzel a típusváltozattal és átnevezésre kerülnek Helicopter Maritime Strike (HSM) századokká.
Legyártott darabszám: 52 darab

## Alkalmazó és üzemeltető országok

### Amerikai Egyesült Államok
Az Amerikai Egyesült Államok Haditengerészete
- SH–60B: 129 darab
  - HSL–37 Easyriders
  - HSL–40 Airwolves
  - HSL–42 Proud Warriors
  - HSL–43 Battle Cats
  - HSL–44 Swamp Fox
  - HSL–46 Grandmasters
  - HSL–48 Vipers
  - HSL–49 Scorpions
  - HSL–51 Warlords

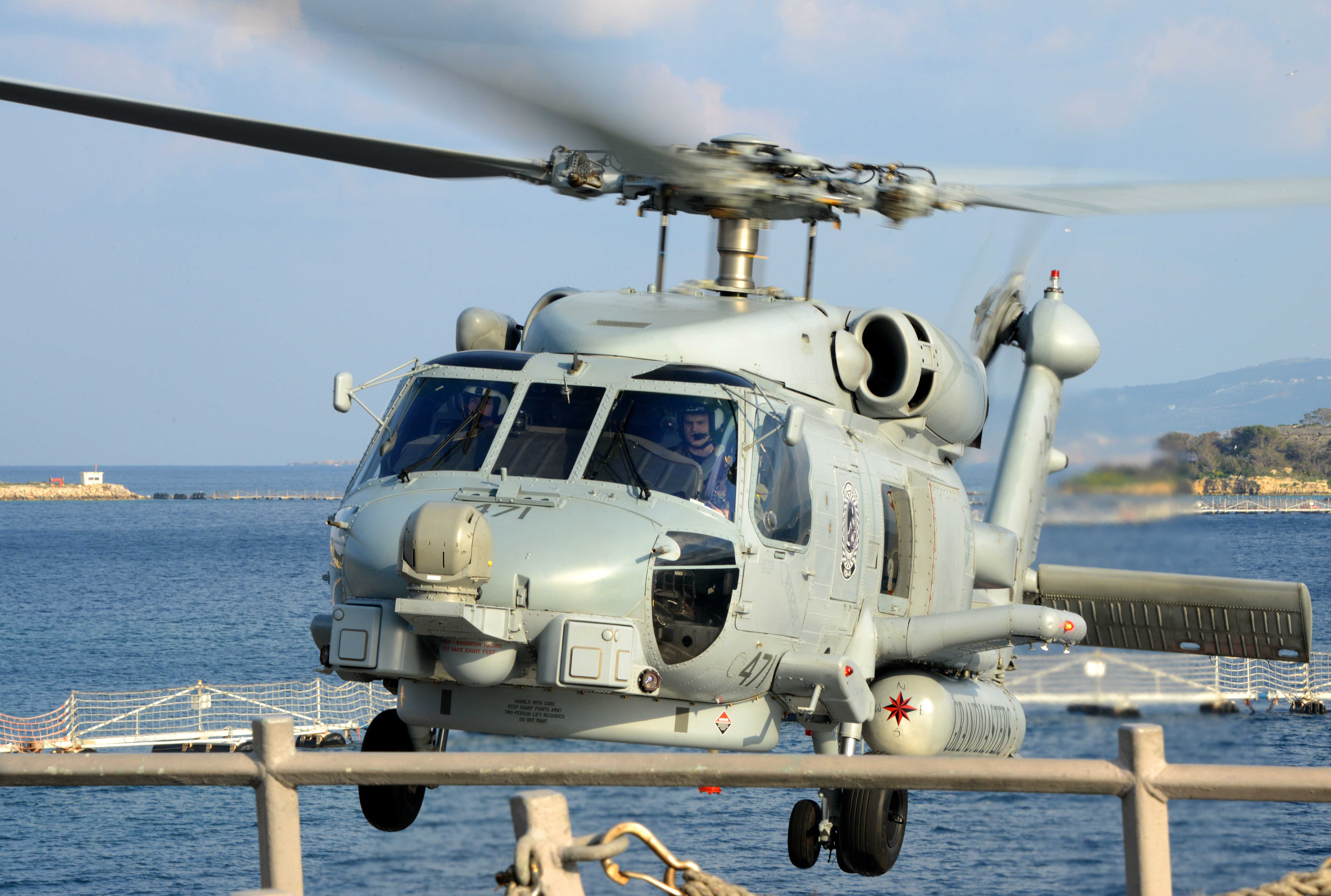
Az Amerikai Egyesült Államok Haditengerészetének SH-60R helikoptere

  - HSL–60 Jaguars: tartalékállomány (Navy Reserve)

- SH–60F: 60 darab (HH–60H ? darab)
  - HS–4 Black Knights
  - HS–5 Nightdippers
  - HS–6 Indians
  - HS–7 Dusty Dogs
  - HS–10 Warhawks
  - HS–11 Dragonslayers
  - HS–14 Chargers
  - HS–15 Red Lions
  - HS–75 Emerald Knights: tartalékállomány (Navy Reserve), feloszlatva 2007-ben
  - HCS–4 Red Wolves: tartalékállomány (Navy Reserve), újjászervezve HSC–84 néven 2006-ban és csak HH–60H-kat üzemeltet
  - HCS–5 Firehawks: tartalékállomány (Navy Reserve), feloszlatva 2006-ban
  - VX–31 Dust Devils

Megjegyzés: minden HS század újjászervezve HSC-re és átfegyverezve MH–60S-ekre.
- MH–60R: 52 darab
  - HSM–41 Seahawks
  - HSM–70 Spartans
  - HSM–71 Raptors
  - HSM–75 Wolfpack
  - HSM–77 Saberhawks

- MH–60S: 154 darab
  - HSC–2 Fleet Angels
  - HSC–3 Merlins
  - HSC–8 Eightballers
  - HSC–9 Tridents: újjászervezve a HS-3-ból 2009. június 1-jétől
  - HSC–12 Golden Falcons: újjászervezve a HS-2-ból 2009. augusztus 6-ától
  - HSC–21 Blackjacks
  - HSC–22 Sea Knights
  - HSC–23 Wild Cards
  - HSC–25 Island Knights
  - HSC–26 Chargers
  - HSC–28 Dragon Whales
  - HSC–84 Red Wolves: tartalékállomány (Navy Reserve)
  - HSC–85 High Rollers: tartalékállomány (Navy Reserve)

Üzemeltetés során elveszett gépek:

### Ausztrália
Királyi Ausztrál Haditengerészet Flottalégiereje (Fleet Air Arm, RAN)
- 16 darab S–70B–2 Seahawk-ot fogad és további 15 darab S–70B-t tartott szolgálatban 2011 januárjában. 2014-től őket 24 darab MH–60R fogja leváltani. A gépek a 816. században (816 Squadron RAN) szolgálnak.

### Brazília
Brazil Haditengerészet
- 4 darab S–70B Seahawk-ot rendelt 2009-ben a régi helikopterek leváltására, melyek 2012-ben állnak hadrendbe. Két további S–70B-t igényeltek 2011-ben.

### Görögország
Görög Haditengerészet
- 11 darab S–70B–6 Aegean Hawk-ot fogad és 8 darab S–70B már szolgált 2011 januárjában.

### Japán
Japán Légi Véderő
- Túlnyomó többségében a Mitsubishi Heavy Industries által gyártott SH–60J/K változatok a Japán Önvédelmi Haderő haderőnemei részére. Az Aszagiri rombolóosztályon is szolgálatot teljesítenek. Összesen 179 darab épült:
  - 31 darab UH–60J (S–70A–12) a légierőnek
  - 27 darab UH–60J/JA a szárazföldi erőnek
  - 19 darab UH–60J a tengerészetnek
  - 102 darab SH–60J (S–70B–3)/K a tengerészetnek

### Spanyolország
Spanyol Haditengerészet

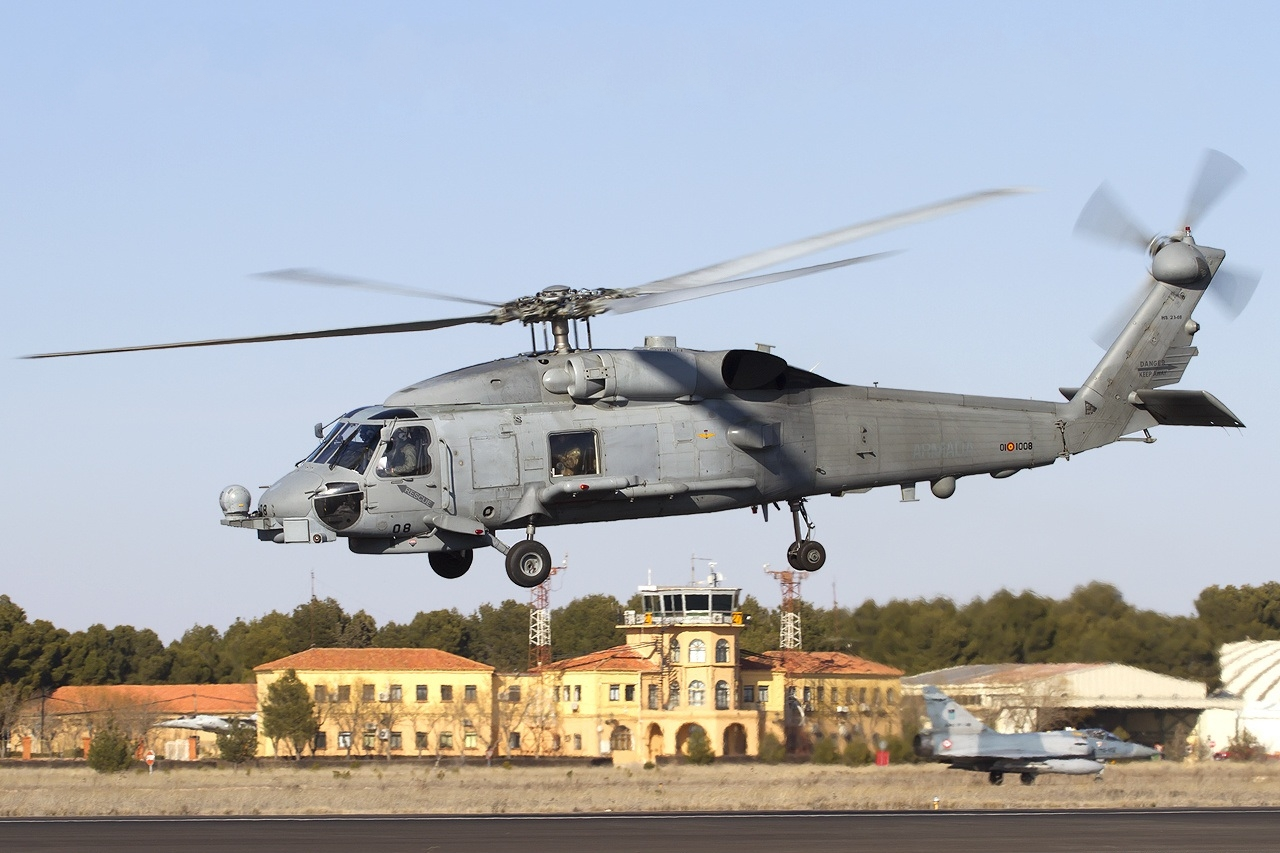
A Spanyol Haditengerészet S–70B–1 helikoptere

- 12 darab S–70B–1 Seahawk-ot fogad és további 12 darab S–70B-t már üzemeltet 2008 novemberében. 2010 szeptemberében további 6 darabot rendeltek.

### Kínai Köztársaság(Tajvan)
Tajvani Haditengerészet
- 21 darab S–70C (10 darab S–70C(M)–1 és 11 darab S–70C(M)–2) Thunderhawk-ot fogad, valamint 19 darab S–70C-t üzemeltet 2008 novembere óta a 701. és 702. századokban (701st and 702nd Helicopter Squadron (Light).

### Szingapúr
Szingapúri Haditengerészet
- 6 darab S–70B Seahawk-ot rendelt 2005-ben, melyből 2011. január 20-án mindegyik üzemelt. A gépek a haditengerészet állományában vannak, de repülik a Légierő 123. századának pilótái is, mivel az Eurocopter Fennec kivonása óta csak ezekkel tudnak repülni.

Üzemeltetés során elveszett:

### Thaiföld
Thai Királyi Haditengerészet
- 6 darab S–70B–7 Seahawk-ot rendelt, melyeket 2011 januárjában használtak is. Rendeltek további 6 darab MH–60S-et, melyből kett 2011 augusztusában érkezett meg.

### Törökország
Török Tengerészeti Erők
- 8 darab S–70B–28 Seahawk-ot rendelt 2007-ben további 17 darab utórendeléssel. Belőlük 2011 januárjában 12 darab üzemelt. 2011 közepén mind a 25 darab leszállításra került.

## Fordítás
- Ez a szócikk részben vagy egészben  a   Sikorsky SH-60 Seahawk című angol Wikipédia-szócikk ezen változatának fordításán alapul.  Az eredeti cikk szerkesztőit annak laptörténete sorolja fel. Ez a jelzés csupán a megfogalmazás eredetét és a szerzői jogokat jelzi, nem szolgál a cikkben szereplő információk forrásmegjelöléseként.